# Chalcosoma chiron
Espèce
Chalcosoma chiron est une espèce d'insectes coléoptères de la famille des Scarabaeidae. Cette espèce est présente du sud de la Malaisie à l'Indonésie (Sumatra, Java), l'Indochine et la Thaïlande dans la région orientale (province de Chanthaburi, Sa Kaeo). Elle était autrefois connue sous le nom de Chalcosoma caucasus, un nom qui est un synonyme de base et qui n'est pas largement valide (caucasus est le nom anglais de la région du Caucase).

## Description
Les mâles de cette espèce peuvent atteindre 90–130 mm de longueur, tandis que les femelles mesurent 50–60 mm de long. Chalcosoma chiron est la plus grande espèce du genre Chalcosoma et l'un des plus grands coléoptères d'Asie. Cette espèce présente un dimorphisme sexuel important ; le mâle a des cornes géantes incurvées spécialisées sur la tête et la poitrine qu'il peut utiliser pour combattre d'autres mâles pour le droit de s'accoupler avec des femelles ; les femelles sont, quant à elles, nettement plus petites. Les ailes de la femelle ont une texture lisse, car elles sont couvertes de petits poils. Lorsque les mâles se battent pour les femelles, leur esprit combatif est aussi fort que le scarabée sud-américain Dynastes hercules. Puisqu'ils peuvent être capturés toute l'année, l'achat de ces insectes est assez facile et le prix est assez bas. Le roi des fourmis à trois cornes diffère du roi de verre de l'Atlas (C. atlas) en ce qu'il a une petite dent sur la corne inférieure.
Leurs larves subissent trois mues et vivent généralement sous terre pendant 12 à 15 mois. Les mâles, plus gros, ont une période de maturation plus longue que les femelles car ils ont besoin de suffisamment de nutriments pour développer des cornes. Leurs pupes vivent de 1 à 2 mois, tandis que les adultes vivent de 3 à 5 mois. Les femelles vivent plus longtemps que les mâles. 

## Liste des sous-espèces
- Chalcosoma chiron belangeri - Thaïlande, Langkawi, Viêt Nam
- Chalcosoma chiron chiron - Java
- Chalcosoma chiron kirbyi - Ouest de la Malaisie
- Chalcosoma chiron janssensi - Sumatra

## Classification
Le nom valide complet (avec auteur) de ce taxon est Chalcosoma chiron (Olivier, 1789).
L'espèce a été initialement classée dans le genre Scarabaeus sous le protonyme Scarabaeus chiron Olivier, 1789.
Chalcosoma chiron a pour synonymes :
- Chalcosoma caucasus subsp. bidentata Endrödi, 1976
- Chalcosoma caucasus subsp. crassicornis Endrödi, 1976
- Chalcosoma caucasus subsp. edentata Endrödi, 1976
- Chalcosoma caucasus subsp. inornata Endrödi, 1976
- Chalcosoma caucasus subsp. janssensi Becker, 1937
- Geotrupes caucasus Fabricius, 1801
- Scarabaeus belangeri Guérin-Méneville, 1834
- Scarabaeus chiron Olivier, 1789